# Mecodina ceruleosparsa
Mecodina ceruleosparsa là một loài bướm đêm trong họ Erebidae.